# Samuel Loch
Samuel Loch (ur. 16 czerwca 1983 r. w Darlinghurst) – australijski wioślarz, reprezentant Australii w wioślarskiej ósemce podczas Letnich Igrzysk Olimpijskich w Pekinie.

## Osiągnięcia
- Mistrzostwa Świata – Monachium 2007 – czwórka bez sternika – 12. miejsce[1].
- Igrzyska Olimpijskie – Pekin 2008 – ósemka – 6. miejsce[1].
- Mistrzostwa Świata – Poznań 2009 – ósemka – 7. miejsce[2].